# V SS Bergkorps
Het V SS-Bergkorps (Duits: V. SS-Gebirgs-Korps) was een Duits legerkorps van de Waffen-SS tijdens de Tweede Wereldoorlog. Vanaf maart 1944 werd de naam omgevormd naar V SS-Vrijwilligers Bergkorps (Duits: V. SS-Freiwilligen-Gebirgskorps).

## Krijgsgeschiedenis

### Oprichting
Het V SS-Bergkorps werd op 1 juli 1943 opgericht om de bergdivisies van de Waffen-SS te coördineren. Artur Phleps, commandant van de 7. SS-Freiwilligen-Gebirgs-Division Prinz Eugen, werd benoemd tot commandant. Hij was een Roemeense Volksduitser. Geboren in het keizerrijk Oostenrijk-Hongarije trad hij na de Eerste Wereldoorlog tot het Roemeense leger toe. In 1941 werd hij lid van de Waffen-SS en in maart 1942 werd hij belast met de rekrutering, vorming en opleiding van Volksduitsers in verschillende Waffen-SS divisies. In april 1943 kreeg hij het bevel over het V SS-Bergkorps.
Na opleiding nabij Praag werd het hoofdkwartier van het korps in oktober 1943 verplaatst naar Mostar, waar het werd belast met de strijd tegen de partizanen in Bosnië en Kroatië. Op papier was het V SS-Bergkorps ondergeschikt aan het 2e Pantserleger, maar in werkelijkheid opereerde het als een onafhankelijke eenheid. Voor deze operaties kreeg SS-Obergruppenführer Phleps de beschikking over drie divisies: de 7. SS-Freiwilligen-Gebirgs-Division Prinz Eugen, 369e (Kroatische) infanteriedivisie en de 118e Jägerdivisie. Begin 1944 werd ook de pas opgerichte 13. Waffen-Gebirgs-Division der SS Handschar (kroatische Nr. 1) aan het korps toegevoegd.
De 7de SS-Bergdivisie Prinz Eugen was samengesteld uit Volksduitsers afkomstig uit Kroatië, Servië en Roemenië. De eerste lichting bestond uit vrijwilligers, die goed getraind waren en een hoge moraal hadden. De divisie werd bewapend met buitgemaakte Tsjechische geweren en Franse lichte tanks, maar de artillerie bestond uit Duitse bergkanonnen. De divisie bouwde een reputatie op als uitstekende gevechtseenheid, maar met een nietsontziende brutaliteit tegenover partizanen en burgers. De 13de SS-Bergdivisie Handschar, bestaande uit Bosniaks en geleid door Duitse officieren, was minder goed, maar had toch nog een redelijke slagkracht. Zolang ze hun eigen dorpen moesten verdedigen, vocht de divisie redelijk tot goed. Zodra ze in andere gebieden werden ingezet, verminderde hun gevechtskracht. Ze trokken plunderend door het gebied, waarbij ze huizen leegroofden, boerderijen in brand staken en burgers doodschoten. De 369ste (Kroatische) infanteriedivisie, bestaande uit 8 500 Kroaten en 3 500 Duitsers, was oorspronkelijk opgericht als een Kroatische divisie ter ondersteuning van de Wehrmacht aan het oostfront. Na hun opleiding werd de divisie echter naar Bosnië gestuurd om de partizanen te bestrijden. Het moraal was laag en dagelijks deserteerden er soldaten. Ook de bewapening was ondermaats. De divisie behoorde tot de Wehrmacht, maar de kwartiermeesters gaven de voorkeur aan Duitse divisies. Om hun voorraden aan te vullen, richtten de Kroatische soldaten hun aandacht op de plaatselijke Moslim- en Servische bevolking. In de dorpen, die ze moesten beschermen, werd de niet-Kroatische bevolking uit hun huizen verdreven.
De 118de jäger divisie vormde de beste eenheid van het korps. Een jäger divisie was georganiseerd om in moeilijk terrein te opereren. Ze bestond slechts uit twee regimenten met drie bataljons. Ze beschikte over meer artillerie dan een bergdivisie en de soldaten kregen een uitgebreide training. De jäger divisie vertrouwde op zijn snelheid, communicatie en vuurkracht van de soldaten. Hoewel de 118de jäger divisie de beste eenheid van zijn korps was, genoot ze niet het vertrouwen van SS-Obergruppenführer Phleps. Ze was de enige reguliere Wehrmachtdivisie onder zijn bevel.
Behalve deze divisies maakte het V SS-Bergkorps ook gebruik van Četniks. SS-Obergruppenführer Phleps beschouwde deze Servische milities minder onbetrouwbaar dan zijn Kroatische en Bosnische soldaten. In ruil voor hun hulp in de strijd tegen de partizanen liet hij hen ongestraft roven en plunderen.

### Joegoslavië 1944
Vanaf december 1943 was het korps actief in de driehoek Mostar-Sarajevo-Dubrovnik. SS-Obergruppenführer Phleps kreeg als opdracht het grensgebied tussen Servië en Bosnië te bewaken en te verhinderen dat de partizanen Servisch grondgebied betraden.
In december 1943 begon het V SS-Bergkorps met Operatie Kugelblitz. Het was een poging om de partizanen in Oost-Bosnië te omsingelen en te vernietigen. Vanuit drie verschillende richtingen trokken de Duitse divisies het gebied binnen. Ze probeerden de partizanen in het gebied Sarajevo-Gorazde-Zvornik te vernietigen. De coördinatie verliep moeizaam. SS-Obergruppenführer Phleps maakte ruzie met zijn ondergeschikten. De SS-commandanten deden een rechtstreeks beroep op Heinrich Himmler om Phleps te ontslaan en de Wehrmachtcommandanten negeerden zijn bevelen. Terwijl hun officieren ruzie maakten, begonnen de soldaten systematisch dorpen in het gebied te plunderen. Het gebied dat moest worden afgegrendeld, was veel te groot om alle ontsnappingsroutes te blokkeren en de partizanen maakten gebruik van het onherbergzame terrein om tussen de Duitse eenheden door te glippen. Operatie Kugelblitz werd gevolgd door Operatie Schneesturm, maar ook deze actie kende slechts een mager succes.

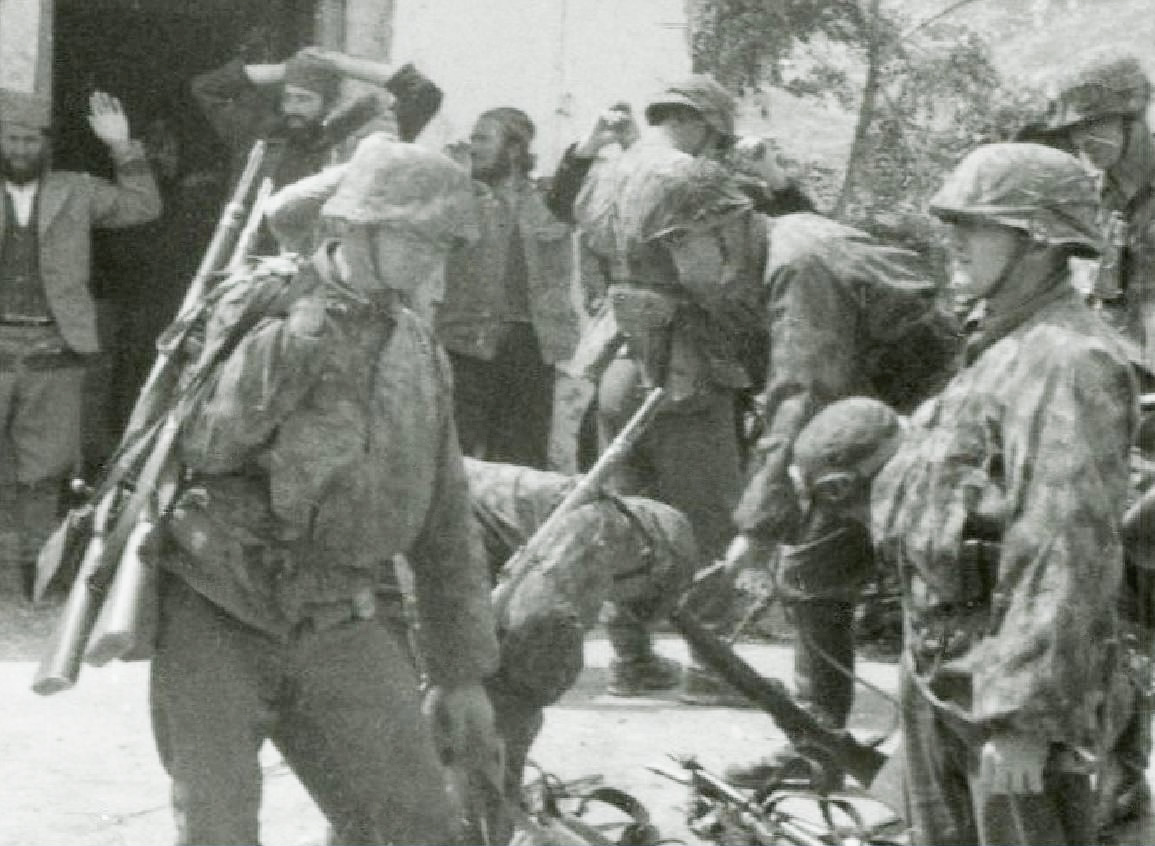
Waffen-SS tijdens een anti-partizanen actie

In januari 1944 kreeg SS-Obergruppenführer Phleps de opdracht alle burgers aan de Dalmatische kust te evacueren naar het binnenland. Het Duitse opperbevel vreesde dat de bevolking bij een geallieerde invasie in opstand zou komen. Het V SS Bergkorps en de Servische milities gingen zo brutaal te werk dat zelfs de Kroatische regering bij het Duitse opperbevel protesteerden over het gedrag van de Waffen-SS. In het voorjaar van 1944 voerde het V SS-Bergkorps verscheidene anti-partizanenacties uit in Bosnië. Tijdens Operatie Waldrausch (februari 1944) leed het korps een zware nederlaag toen de partizanen een bataljon van de 7. SS-Freiwilligen-Gebirgs-Division Prinz Eugen omsingelden en bijna volledig vernietigden. Het doel van Operatie Wegweiser (maart 1944) was de zuivering van het gebied rond de spoorweg Zagreb-Belgrado. De Duitse eenheden omsingelden het gebied, plaatsten op de belangrijkste toegangswegen blokkades en begonnen de dorpen uit te kammen. De partizanen overvielen geïsoleerde Duitse eenheden en bestookten de Duitse posities vanuit de heuvels. Na enkele dagen van schermutselingen trokken de partizanen zich in de bergen terug. Geholpen door de lokale bevolking konden de partizanen telkens ontsnappen. Ook tijdens Operatie Save (maart 1944) en Operatie Osterei (april 1944) ontsnapten de partizanen aan vernietiging. Begin maart 1944 voerde Duitsland de dienstplicht in voor Volksduitsers, die na hun training werden opgenomen in het korps. De term vrijwilligers werd geschrapt uit de benaming van het korps.
Voor Operatie Maibaum (april 1944) werden drie korpsen van het 2de pantserleger ingezet. Het was de grootste anti-partizanenactie van de Wehrmacht. Het V SS-Bergkorps nam posities in langs de Drina en moest verhinderen dat de partizanen naar Servië ontsnapten. De twee andere korpsen vielen vanuit het noorden en westen de partizanen aan. Vanuit Tuzla en Gorazde rukken de Duitsers op en ze dreven de partizanen in de richting van het V SS-Bergkorps. Deze keer slaagden de partizanen er niet in om te ontsnappen en het kwam tot hevige gevechten rond Tuzla, Zvornik, Šekovići en Vlasenica. De partizanen waren niet opgewassen tegen de Duitse vuurkracht. Systematisch vernietigden de Duitsers de enclaves waarin de partizanen waren omsingeld. Ze maakten geen onderscheid tussen burgers en gewapende strijders en het V SS-Bergkorps rapporteerde 9 000 gedode partizanen. Op 6 mei 1944 werd de operatie afgeblazen.
Na het succes van Operatie Maibaum gingen de Duitsers in het offensief. Hun operaties gedurende de zomer van 1944 waren een wisselend succes. Bij Operatie Rösselsprung probeerden ze met een verrassingsaanval op Drvar Tito, de commandant van de partizanen, in handen te krijgen. De Duitsers vernietigden een partizanenbrigade en veroverden een grote hoeveelheid wapens en munitie, maar Tito ontsnapte. Het belangrijkste doel van de operatie werd niet bereikt. Daarna deelde SS-Obergruppenführer Phleps zijn eenheden op in kleine gevechtsgroepen. Hij offerde de vuurkracht van zijn divisies op om een grotere mobiliteit te krijgen. Operatie Freie Jagd (juni 1944) en Operatie Rübezahl (augustus 1944) leidde tot talloze schermutselingen in Oost-Bosnië, zonder dat de Duitsers een beslissende overwinning behaalden. De partizanen leden verliezen, maar ze wisten te overleven in de bergen. Eind augustus 1944 schortte het Duitse opperbevel de acties in Joegoslavië op. De Wehrmacht had zware verliezen geleden aan het oostfront en alle beschikbare eenheden werden naar het front gedirigeerd. Het korps kreeg opdracht zijn divisies over te dragen aan het 2de pantserleger, dat belast was met de verdediging van de Servië en Griekenland. Begin september 1944 bevond het Rode leger zich reeds in Roemenië. Tijdens de verplaatsing van zijn hoofdkwartier werd SS-Obergruppenführer Phleps en enkele stafleden verrast door de Sovjets. Ze namen hen gevangen en ze werden gedood bij een ontsnappingspoging.

### Oder 1945
Na de dood van de korpscommandant werd het hoofdkwartier eerst verplaatst naar Zagreb en vervolgens naar Berlijn. Het was de bedoeling dat er drie nieuwe divisies aan het korps zouden worden toegevoegd, maar na de ineenstorting van het front tijdens het Weichsel-Oder offensief werd het korps onmiddellijk ingezet. Het V SS-Bergkorps kreeg het bevel over het centrale gedeelte van de Oder-Warthestelling. Deze linie was in 1934 aangelegd aan de vooroorlogse Pools-Duitse grens. Gedurende de oorlog was de linie in verval geraakt en waren er onderdelen gebruikt voor de aanleg van de Atlantikwall. Pas eind 1944 was men begonnen met de heropbouw. Het korps kreeg de beschikking over twee trainingsdivisies. SS-Obergruppenführer Friedrich-Wilhelm Krüger vestigde zijn hoofdkwartier in Meseritz en hij was nog bezig met het oprichten van wegversperringen, het aanleggen van telefoonlijnen, het opbouwen van stafhoofdkwartieren en verzamelen van munitie toen de tanks van het 1e Garde tankleger verschenen. De zwakke divisies boden nauwelijks weerstand. Het 11de Garde Tankkorps ruimde de versperringen op en op 30 januari 1945 waren de Sovjets door de Oder-Warthestelling zonder één tank te verliezen. Op 1 februari 1945 viel Kunsdorf in handen van de Sovjets en de Duitsers trokken zich haastig terug over de Oder.
Het V SS-Bergkorps was verantwoordelijk voor de verdediging van Küstrin tot Frankfurt-aan-de-Oder, maar het beschikte nauwelijks over gevechtstroepen. Alle beschikbare eenheden waren gegroepeerd in divisie Raegener. De divisie was formeel opgericht op 4 februari en bestond uit delen van divisie nr 433 en divisie nr 463 en aangevuld met diverse lokale eenheden. Majoor-generaal Raegener voerde het bevel over twee bataljons van de Rijksarbeidsdienst bewapend met vooroorlogse Franse geweren, een trainingsbataljon en een bataljon Volkssturm, bestaande uit de lokale bevolking en bewapend met jachtgeweren en pistolen. Om het gebrek aan zware wapens te compenseren stuurde het OKL twaalf batterijen luchtafweerkanonnen vanuit Berlijn naar het front. Deze 48 kanonnen, waaronder 36 88-mm kanonnen, konden ook tegen gronddoelen worden ingezet.
Ondanks deze versterkingen miste het korps machinegeweren, verbindingstroepen en genie-eenheden. Het kon niet verhinderen dat de Sovjets de Oder overstaken en bruggenhoofden vestigden bij Reitwein en Kienitz. Op 8 februari 1945 schortte het 1e Wit-Russische Front alle offensieve acties in de richting van Berlijn op en ze beperkten zich tot een aantal lokale acties om hun bruggenhoofden te consolideren.
Op 12 februari 1945 droeg het korps de verantwoordelijkheid voor het front tussen Küstrin en Frankfurt-aan-de-Oder over aan het XI SS-Pantserkorps. Het V SS-Bergkorps verplaatste zich naar het gebied ten zuiden van Frankfurt-aan-de-Oder. De Sovjets hadden ten zuiden van de stad drie kleine bruggenhoofden gevestigd bij Schwetig, Aurith en Vogelsang. De Sovjets hadden geen enkele brug intact kunnen veroveren en hun bruggenhoofden beperkten zich tot dijken en enkele boerderijen. Het korps beschikte over te weinig slagkracht om hen te verdrijven, maar het vlakke landschap beperkte de mobiliteit van de Sovjets, die er nog niet in waren geslaagd om tanks over de Oder te transporteren. Het kwam tot hevige gevechten op niveau van pelotons en compagnieën. De Sovjets breidden langzaam maar zeker hun bruggenhoofden uit tot ze een aaneengesloten geheel vormden. Eind februari 1945 nam de strijd af. Het 33ste leger had een ondiep bruggenhoofd gevestigd van 18 kilometer breed en nergens meer dan 6 kilometer diep.

### Verdediging van de Seelower Hoogten
Begin maart 1945 was kolonel-generaal Heinrici, commandant van legergroep Weichsel, begonnen met de aanleg van drie verdedigingsgordels op de rechteroever van de Oder. De eerste gordel bevond zich in de Oderbruch, de delta van de rivier. De steile Seelower Hoogten vormden de tweede en belangrijkste gordel. De derde linie bestond uit een reeks bunkers, drakentanden en anti-tankgrachten, waarbij het zwaartepunt zich op autoweg Frankfürt-Berlijn en op de weg Küstrin-Berlijn bevond. Kolonel-generaal Heinrici was van plan om de aanval van het Rode Leger op te vangen in opeenvolgende stellingen. De totale diepte van de Duitse verdediging was meer dan 20 kilometer.
Ten zuiden van Frankfurt-aan-de-Oder was de verdediging minder diep. Het terrein was vlak en dus veel moeilijker te verdedigen. In dit gebied konden de verdedigers geen gebruik maken van de steile Seelow Hoogten of de talloze grachten in de Oderbruch, maar ze verankerden hun verdediging achter het Oder-Spree kanaal. De eerste verdedigingsgordel bevond zich in het terrein tussen de Oder en het kanaal, dat was bezaaid met bossen en enkele grote open bruinkoolmijnen. Hij bestond uit een dubbele linie van loopgraven, prikkeldraad en mijnenvelden. In het gebied rond de bruinkoolmijnen hadden de Duitsers enkele grotere schuilplaatsen uitgegraven. In deze zogenaamde dug-outs konden hele compagnieën schuilen. Aan de rand van de bruinkoolmijnen hadden de Duitsers bovendien een goed overzicht over het omringende terrein. In het gebied tussen Lossow en Frankfurt-aan-de-Oder was de grond minder geschikt voor het uitgraven van schuilplaatsen en daar bestond de gordels slechts uit een linie van ondiepe loopgraven en enkele machinegeweernesten. De verdedigers hadden dorpen zoals Briesow, Lossow en Wiesenau versterkt met mijnen, houten bunkers en geïmproviseerde barricades. Alleenstaande boerderijen waren uitgebouwd tot versterkte posities, beschermd door zandzakken en prikkeldraad.
Het Oder-Spree-kanaal vormde het hart van de tweede verdedigingsgordel. Op de oever bevonden zich enkele bunkers en versterkte geschutsopstellingen met mortieren en machinegeweernesten. Alle bruggen waren bewaakt, maar bij sommige bruggen waren nog geen explosieven aangebracht. Meer naar het westen hadden de Duitsers in de bossen verschillende 88mm-kanonnen ingegraven. De meeste artillerie van het korps bevond zich in dit gebied.
De derde gordel was nog niet volledig afgebouwd, maar de voornaamste versterkingen bevonden zich op de autoweg Frankfürt-Berlijn. De linie bestond uit een brede anti-tankgrachten, drakentanden en Tsjechische egels. Achter deze linie bevond zich ook de reserve van het korps. Deze eenheden waren verspreid en goed gecamoufleerd om ontdekking door Sovjet vliegtuigen te voorkomen.
Voor de verdediging van het gebied tussen Frankfurt-aan-de-Oder en Neuzelle beschikte het V SS-Bergkorps over drie divisies. De 286ste infanteriedivisie, de voormalige divisie Raegener, vormde de linkerflank van het korps. Ze verdedigde het gebied ten zuiden van Frankfurt-aan-de-Oder tot aan Wiesenau. Op papier bestond ze uit drie grenadierregimenten, maar deze regimenten werden gevormd door Volkssturmbatalajons en lokale politie-eenheden, die nauwelijks een militaire training hadden gekregen. De zes bataljons waren onder hun normale sterkte, want de divisie telde in totaal 3 950 man. Om de slagkracht te versterken plaatste SS-Obergruppenführer Jeckeln de gemechaniseerde reserves van de 32e SS-Vrijwilligers-Grenadier-Divisie 30. Januar achter deze divisie. Het 32ste SS-Tankjagersbataljon bestond uit 19 gemechaniseerde kanonnen en 8 gemechaniseerde houwitsers.
De centrale sector werd verdedigd door 32e SS-Vrijwilligers-Grenadier-Divisie 30. Januar, minus zijn tankjagersbataljon. De divisie was opgericht in januari 1945 door het samenvoegen van een aantal SS-politieregimenten, waarbij enkel het 87ste SS-Vrijwilligers Grenadiersregiment Schill over gevechtservaring beschikt. Het regiment had deelgenomen aan de onderdrukking van de Slowaakse opstand. Het kader van de divisie werd gevormd door personeel van Waffen-SS opleidingskampen. In totaal telde de divisie 6 703 soldaten, maar ze hadden een gebrek aan zware wapens. Het front van de divisie bevond zich tegenover het ondiepe bruggenhoofd van Vogelsang. De divisie verdedigde een sector van Wiesenau tot Eisenhüttenstadt, waar het Oder-Spree kanaal in de Oder vloeide.
De rechterflank van het korps werd gevormd door de 391ste infanteriedivisie van luitenant-generaal Rudolf Sieckenius. Het hoofdkwartier was afkomstig van een trainingsdivisie en de gevechtskracht werd gevormd door twee grenadiersregimenten, die bestonden uit een samenraapsel van kadetten en milities van de Volksstürm. Majoor-generaal Sieckenius was een bekwaam commandant, die na de nederlaag bij Salerno, als zondebok was ontslagen als commandant van de 16de pantserdivisie. Hij was benoemd tot commandant van een infanteriedivisie aan het oostfront. Hij stond bekend als een a-politiek officier, die voorzichtig met de levens van zijn soldaten omging. 
De voornaamste reserve van het V SS-Bergkorps werd gevormd door het 561ste SS-Tankjagersbataljon van Hauptsturmführer Lobmeyer, met een sterkte van 16 Hetzers en de 24 Hetzers van het 2de Tankjagersbataljon.
Op 14 april 1945 werd het garnizoen van Frankfurt-aan-de-Oder aan het V SS-Bergkorps toegevoegd. Op papier telde het garnizoen 14.000 soldaten, maar de gevechtskracht lag beduidend lager. Het garnizoen bestond uit bejaarde leden van de Volksstürm, bewapende leden van Reichsarbeitsdienst, eenheden van de Hitlerjugend en bewapende politietroepen. Het garnizoen beschikte nauwelijks over zware wapen, uitgezonderd enkele luchtafweerkanonnen.
Op 16 april 1945 vielen zes divisies van het 33e Leger de posities van het V SS-Bergkorps aan. Generaal V.D. Tsvetaev concentreerde zijn aanval tegen de 286ste infanteriedivisie. Het trommelvuur van de artillerie had een verwoestende uitwerking op de Duitse stellingen. Reeds in de eerste uren van de aanval viel Lossow in handen van de Sovjets en hierdoor was de eerste linie doorbroken. SS-Obergruppenführer Jeckeln wierp het 561e SS-Tankjagersbataljon in de strijd. Twee compagnieën trokken naar het zuiden om het front bij Brieskow te versterken en de derde compagnie gaf steun aan de 286e infanteriedivisie. De Sovjets stootten door en tegen de avond bereikten ze de autoweg Frankfürt-Berlijn. Meer naar het zuiden was ook Brieskow gevallen en de Sovjets rukten op langs de oever van het Oder-Spree kanaal. Ze veroverden Finkenheerd en Unterlindow, maar na een Duitse tegenaanval moesten ze beide dorpjes opgeven. In het noorden verrasten de Hetzers een Sovjet bataljon in de flank en ze vertraagden de opmars. Het 33ste leger bestond voornamelijk uit infanterie, dus waren ze niet opgewassen tegen het Duitse gemechaniseerde geschut. Meer naar het zuiden probeerden de Sovjets Wiesenau te veroveren, maar de 32ste SS-Vrijwilligers-Grenadier-Divisie 30. Januar bood hevige weerstand. Aanval en tegenaanval wisselden elkaar af en het dorpje veranderde meer dan tien keer van eigenaar. Het 88ste SS-Grenadiersregiment met hulp van de Hetzers hield stand in de puinen van Wiesenau. Op het einde van de dag had het 33ste leger de eerste linie op twee plaatsen doorbroken, maar in het gebied rond de bruinkoolmijnen was de linie nog intact en bestookte de flanken van de Sovjets. Na de eerste dag van het offensief telde het V SS-Bergkorps 2 000 doden en gewonden.
Gedurende de nacht voerden de Sovjets versterkingen aan. Onder dekking van de duisternis glipte een Sovjet bataljon langs de Duitse verdediging en ze wisten bij Rautenkranz een intacte brug over het kanaal te veroveren. Uiteindelijk sloeg het 32ste SS-Tankjagersbataljon de aanval af en ze bliezen de brug op. Generaal V.D. Tsvetaev was vastbesloten om een doorbraak te forceren. Hij hervatte de aanvallen ten noorden van Markendorf, maar de restanten van de 286e infanteriedivisie vochten verbeten voor elke stelling. Gesteund door de Hetzers van het 561e SS-Tankjagersbataljon brachten ze de aanvallers zware verliezen toe. Slechts onder zware druk van de aanvallers gaven ze geleidelijk terrein prijs. De strijd verplaatste zich naar het open terrein ten noorden van Markendorf. Het 33ste leger bereikte de hoofdbaan van Frankfurt-aan-de-Oder naar Berlijn, maar ze werden aangevallen vanuit drie richtingen. Vanuit de stad lanceerde het garnizoen een aanval, terwijl vanuit Markendorf het 561ste SS-Tankjagersbataljon de zuidelijke flank bestookte. Ondertussen hielden verspreide eenheden van de 286ste infanteriedivisie nog steeds stand rond de bruinkoolmijnen. Meer naar het zuiden rukte het 33ste leger op langs de noordelijke oever van het Oder-Spree kanaal. Elke poging om het kanaal over te steken, werd door het 88ste SS-Grenadiersregiment verijdeld. In de loop van de dag moesten de Duitsers Wiesenau en Finkenheerd opgeven, maar de tweede gordel bleef ongebroken. De passiviteit van de Sovjets tegenover de 391ste infanteriedivisie gaf SS-Obergruppenführer Jeckeln de kans om delen van deze divisie naar zijn noordelijke flank over te brengen. In de loop van de nacht versterkte hij zijn posities rond Markendorf, Lichtenberg en Kaisermühl. Het hoofdkwartier van het 9de leger beloofde versterkingen in de vorm van de 23. SS-Freiwilligen-Panzergrenadier-Division, maar deze divisie was nog minstens twee dagen van het front verwijderd.
Op 18 april ondernam generaal V.D. Tsvetaev een nieuwe poging om Markendorf te veroveren. De strijd concentreerde zich op dit dorpje ten zuiden van de autosnelweg tussen Berlijn en Frankfurt. De overgebleven voertuigen van het 561ste SS-Tankjagersbataljon hadden zich verschanst tussen de huizen. Twee divisies van het 33ste leger, gesteund door een artilleriedivisie, vielen het dorpje aan. De Sovjets bestookten de Duitse posities gedurende twee uren en daarna viel de infanterie aan. Systematisch omsingelden ze de Duitse weerstandnesten. Duitse grenadiers bleven zich verzetten. Huis na huis werd in puin geschoten en vervolgens veroverd. Tegen de avond was de Duitse weerstand gebroken en slechts enkele overlevenden gaven zich over. Het 33ste leger had een bres geslagen in de derde Duitse verdedigingslinie en het V SS-Bergkorps had geen reserves meer om de bres te dichten. De Sovjets hadden eveneens zware verliezen geleden. Generaal V.D. Tsvetaev had al zijn reserves ingezet en hij had geen gemechaniseerde eenheden om de aanval uit te buiten. Ook aan de zuidelijke flank van het korps ging de strijd op 18 april onverminderd door. Vanuit een bruggenhoofd over het kanaal bedreigden de Sovjets de Duitse achterhoede. Twee compagnieën van het 88ste SS-Pantsergrenadiersregiment deden een aanval langs de noordelijke oever van het kanaal in een poging de Sovjets in de rug aan te vallen, maar de aanval mislukte. De Duitsers hadden te weinig slagkracht en de aanval liep vast. Een tweede poging werd ondernomen door een mengeling van Waffen-SS’ers en delen van de 391ste infanteriedivisie, maar de aanvallers kwamen onder geconcentreerd vuur te liggen nog voor ze hun startposities hadden verlaten.
Na drie dagen van hevige gevechten vertoonde de linie van het V SS-Bergkorps twee bressen en was andere plaatsen erg dun. Toch had het korps min of meer stand gehouden tegen een overmacht. Het 33ste leger beschikte over te weinig reserves om zijn overwicht uit te buiten. Meer naar het noorden had het 1e Wit-Russische Front de Duitse verdediging doorbroken en begonnen de tanklegers hun opmars naar Berlijn. Het Duitse 9de leger begon te zich terug te trekken. Het V SS-Bergkorps kreeg opdracht om versterkingen naar het noorden te sturen, maar het korps was niet langer een georganiseerde eenheid. Op 19 april viel het korps uiteen. Sommige troepen bleven doorvechten, sommige eenheden trokken naar het noorden en anderen probeerden Berlijn te bereiken.
Door de opmars van het 1e Wit-Russische Front naar Berlijn en de opmars van het 1e Oekraïense Front vanuit het zuiden werd het Duitse 9e Leger omsingeld in Halbe, tenzuidoosten van Berlijn. Omdat het korps niet langer over gemechaniseerde eenheden beschikte, kreeg het de opdracht om de uitbraakpogingen van het leger te beschermen. In de loop van de gevechten desintegreerde het korps volledig. Soldaten en officieren probeerden te ontsnappen naar het westen. SS-Standartenführer Hans Kempin, bevelhebber van de 32e SS-Vrijwilligers-Grenadier-Divisie, kon ontkomen. Op 3 mei 1945 bereikte hij Tangermünde aan de Elbe, waar hij zich overgaf aan de Amerikanen. Generalmajor Rudolf Sieckenius sneuvelde tijdens een uitbraakpoging op 29 april 1945. Ook generaal-majoor Emmo von Roden sneuvelde. SS-Obergruppenführer Jeckeln ontbond het korps en tijdens een ontsnappingspoging werd hij door de Sovjets gevangen genomen.

## Commandanten[3]
| Rang                                                              | Naam                     | Begin                           | Eind                       | Opmerking                                            |
| ----------------------------------------------------------------- | ------------------------ | ------------------------------- | -------------------------- | ---------------------------------------------------- |
| SS-Obergruppenführer en Generaal in de Waffen-SS                  | Arthur Phleps            | 21 april 1943                   | 21 september 1944          |                                                      |
| SS-Brigadeführer en Generalmajor in de Waffen-SS                  | Carl von Oberkamp        | 21 september 1944               | 1 oktober 1944             |                                                      |
| SS-Obergruppenführer en Generaal in de Waffen-SS                  | Friedrich-Wilhelm Krüger | 1 oktober 1944                  | 1 maart 1945               |                                                      |
| SS-Obergruppenführer en Generaal in de Waffen-SS en in de politie | Friedrich Jeckeln        | 1 maart 1945 - 15 februari 1945 | 8 mei 1945 - 28 april 1945 | Miller geeft aan Jeckeln werd opgevolgd door Krüger. |

## Stafchefs van het V SS Bergkorps
| Rang                             | Naam               | Begin                                     | Eind                            | Opmerking |
| -------------------------------- | ------------------ | ----------------------------------------- | ------------------------------- | --------- |
| SS-Standartenführer              | Otto Kumm          | 1 mei 1943 (opstellingstaf) - 1 juli 1943 | 17 januari 1944                 |           |
| SS-Oberführer der Reserve (W-SS) | Gustav Krukenberg  | 17 januari 1944                           | 18 mei 1944                     |           |
| SS-Obersturmbannführer           | Baldur Keller      | 18 mei 1944 - 16 oktober 1944             | September 1944 - mei 1945       |           |
| SS-Obersturmbannführer           | Walter Harzer      | September 1944 - 19 oktober 1944          | Oktober 1944 - 20 november 1944 |           |
| SS-Obersturmbannführer           | Rainer Kriebel     | Oktober 1944                              | Januari 1945                    |           |
| Oberstleutnant                   | Hans-Werner Müller | 1 januari 1945                            | Mei 1945                        |           |